# Piranga lutea
La piranga montana o cardenal montañero (Piranga lutea) es una especie de ave paseriforme de la familia Cardinalidae propia de América Central y el noroeste de América del Sur, de Costa Rica a Bolivia.

## Taxonomía

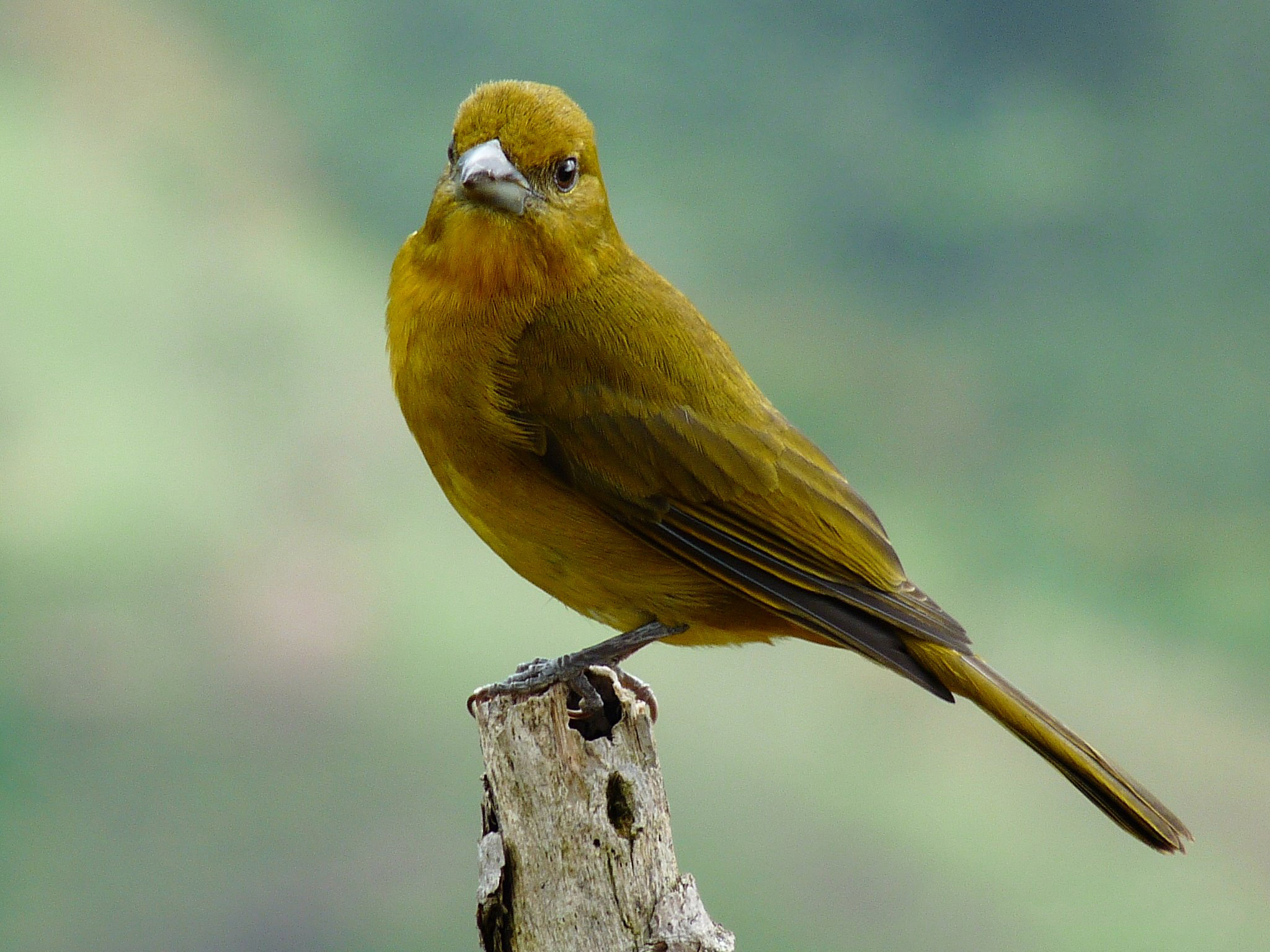
Hembra en Colombia.

Anteriormente se consideraba conespecífica de la piranga hepática (P. hepatica) y la piranga bermeja (P. flava), pero se separaron en tres especies separadas en 2001. Tradiciomalmente el género Piranga se clasificaba en la familia Thraupidae, pero los análisis genéticos indicaron su traslado a la familia Cardinalidae.
Se reconocen seis subespecies:
- P. l. testacea - se encuentra en Costa Rica y Panamá;
- P. l. lutea - se extiende desde el suroeste de Colombia al oeste de Bolivia;
- P. l. desidiosa - localizada en el oeste de Colombia;
- P. l. toddi - presente en el centro de Colombia;
- P. l. faceta - propio de Trinidad, el norte de Colombia y el norte de Venezuela;
- P. l. haemalea - se encuentra en el sur de Venezuela, las Guayanas y el norte de Brasil.